# François Gachet
François Gachet, né le 17 décembre 1965 à Chichilianne, est un ancien coureur cycliste français spécialiste de VTT de descente.

## Biographie
Il devient, dans sa spécialité, champion du monde en 1994 et champion d'Europe à Špindlerův Mlýnugar (République tchèque) en 1995.

## Résultats
Ancien trialiste vélo de haut niveau

### Championnats du monde de descente
- 1994 :  Champion du monde à Vail (États-Unis)
- 1995 :  Vice-champion du monde à Kirchzarten (Allemagne)

### Coupe du monde de descente
- 1994 : 1er du classement général, 4 manches